# 谢朗塞勒鲁塞勒
谢朗塞勒鲁塞勒（法語：Chérencé-le-Roussel，法語發音：[ʃeʁɑ̃se lə ʁusɛl]）是法国芒什省的一个旧市镇，属于阿夫朗什区。2017年，谢朗塞勒鲁塞勒和相邻的其它6个市镇合并为新市镇瑞维尼莱瓦莱。

## 地理
谢朗塞勒鲁塞勒（48°42'31"N, 1°1'1"W）面积10.95 平方千米，位于法国诺曼底大区芒什省，该省份为法国西北部沿海省份，西、北、东北三面环大西洋，东起顺时针与卡爾瓦多斯省、奧恩省、马耶讷省和伊勒-维莱讷省接壤。
与谢朗塞勒鲁塞勒接壤的市镇（或旧市镇、城区）包括：佩里耶昂博菲塞勒、贝尔方丹、布鲁安、兰雅尔、勒梅尼勒吉尔贝、勒梅尼勒托沃、圣巴泰勒米、圣克莱芒-朗库德赖、苏尔德瓦勒。

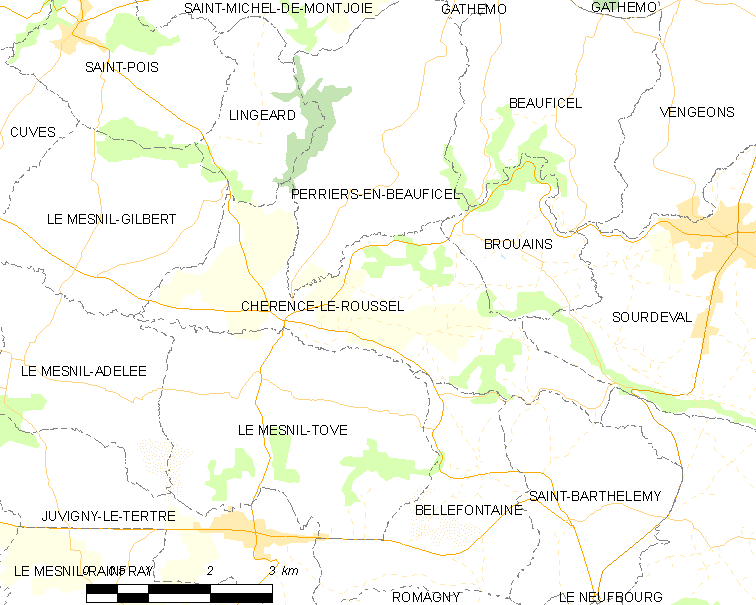
谢朗塞勒鲁塞勒的OSM定位图

谢朗塞勒鲁塞勒的时区为UTC+01:00、UTC+02:00（夏令时）。

## 行政
谢朗塞勒鲁塞勒的邮政编码为50520，INSEE市镇编码为50131。

## 政治
谢朗塞勒鲁塞勒所属的省级选区为伊西尼-勒比阿县。

## 人口

1962-2008年间谢朗塞勒鲁塞勒人口变化图示

谢朗塞勒鲁塞勒于2018年1月1日时的人口数量为280人。